# Campeonato regional de fútbol de Santiago Norte 2015-16
El campeonato regional de Santiago Norte 2015-16 es el campeonato que se juega en seis municipios del norte de isla de Santiago. Empezó el 12 de diciembre de 2015. El torneo lo organiza la federación de fútbol de Santiago Norte. El Sport Clube Beira-Mar do Tarrafal es el equipo defensor del título.
El torneo lo disputan 14 equipos en un total de 26 jornadas en la que solo se disputa a una vuelta. El campeón jugará el campeonato caboverdiano de fútbol 2016. En esta temporada se incorpora a jugar el Desportivo Assomada

## Equipos participantes
- AJAC da Calheta
- Benfica de Santa Cruz
- Desportivo Assomada
- Desportivo Calheta
- Desportivo de Santa Cruz
- Estrelas dos Amadores
- Flor Jovem
- Grémio Desportivo de Nhagar
- Real Júnior do Tarrafal
- Scorpions Vermelho
- São Lourenço dos Órgãos
- Sport Clube Beira-Mar do Tarrafal
- União Picos
- Varandinha

## Tabla de posiciones
Actualizado a 6 de marzo de 2016
|    | Equipo                            | PJ | PG | PE | PP | GF | GC | DG  | PTS |
| -- | --------------------------------- | -- | -- | -- | -- | -- | -- | --- | --- |
| 1  | Scorpions Vermelho                | 14 | 10 | 4  | 0  | 27 | 6  | +21 | 34  |
| 2  | Varandinha                        | 14 | 10 | 2  | 2  | 25 | 9  | +16 | 32  |
| 3  | Desportivo de Santa Cruz          | 14 | 6  | 6  | 2  | 20 | 18 | +2  | 24  |
| 4  | Grémio Desportivo de Nhagar       | 14 | 7  | 1  | 6  | 20 | 19 | +1  | 22  |
| 5  | AJAC da Calheta                   | 14 | 6  | 2  | 6  | 22 | 18 | +4  | 20  |
| 6  | Estrelas dos Amadores             | 14 | 4  | 8  | 2  | 17 | 14 | +3  | 20  |
| 7  | Flor Jovem                        | 14 | 5  | 4  | 5  | 17 | 20 | -3  | 19  |
| 8  | Desportivo Calheta                | 14 | 4  | 6  | 4  | 20 | 17 | +3  | 18  |
| 9  | Sport Clube Beira-Mar do Tarrafal | 14 | 5  | 3  | 6  | 23 | 21 | +2  | 18  |
| 10 | Benfica de Santa Cruz             | 14 | 5  | 3  | 6  | 18 | 16 | +2  | 18  |
| 11 | União Picos                       | 14 | 4  | 3  | 7  | 14 | 19 | -5  | 15  |
| 12 | São Lourenço dos Órgãos           | 14 | 3  | 3  | 8  | 19 | 29 | -10 | 12  |
| 13 | Real Júnior do Tarrafal           | 14 | 2  | 4  | 8  | 13 | 26 | -13 | 10  |
| 14 | Desportivo de Assomada            | 14 | 1  | 3  | 10 | 7  | 25 | -18 | 6   |

|  | Clasificado para el campeonato caboverdiano de fútbol 2016. |

## Resultados
| Beira-Mar          | 3 - 3 | AJAC Calheta          | 12 de diciembre |
| Benfica            | 3 - 0 | São Lourenço          | 12 de diciembre |
| Real Junior        | 0 - 0 | Estrelas dos Amadores | 12 de diciembre |
| Flor Jovem         | 1 - 0 | Grémio Nhagar         | 12 de diciembre |
| Desp. Santa Cruz   | 0 - 0 | Desp. Assomada        | 12 de diciembre |
| Scorpions Vermelho | 5 - 0 | União Picos           | 13 de diciembre |
| Varandinha         | 2 - 1 | Desp. Calheta         | 30 de diciembre |

| Estrelas dos Amadores | 0 - 0 | Scorpions Vermelho | 19 de diciembre |
| Desp. Calheta         | 1 - 1 | Flor Jovem         | 19 de diciembre |
| União Picos           | 0 - 1 | Benfica            | 19 de diciembre |
| Desp. Assomada        | 0 - 3 | Varandinha         | 19 de diciembre |
| Real Junior           | 0 - 2 | Beira-Mar          | 20 de diciembre |
| Grémio Nhagar         | 0 - 1 | AJAC Calheta       | 20 de diciembre |
| São Lourenço          | 0 - 1 | Desp. Santa Cruz   | 20 de diciembre |

| São Lourenço     | 1 - 5 | Varandinha            | 26 de diciembre |
| Beira-Mar        | 1 - 3 | Grémio Nhagar         | 26 de diciembre |
| AJAC Calheta     | 0 - 1 | Desp. Calheta         | 26 de diciembre |
| Desp. Santa Cruz | 0 - 2 | União Picos           | 26 de diciembre |
| Real Junior      | 0 - 3 | Scorpions Vermelho    | 26 de diciembre |
| Flor Jovem       | 1 - 1 | Desp. Assomada        | 26 de diciembre |
| Benfica          | 1 - 2 | Estrelas dos Amadores | 27 de diciembre |

| Estrelas dos Amadores | 1 - 2 | Desp. Santa Cruz | 5 de enero |
| União Picos           | 1 - 2 | Varandinha       | 5 de enero |
| Desp. Calheta         | 0 - 1 | Grémio Nhagar    | 6 de enero |
| São Lourenço          | 0 - 2 | Flor Jovem       | 6 de enero |
| Desp. Assomada        | 1 - 4 | AJAC Calheta     | 6 de enero |
| Real Junior           | 0 - 0 | Benfica          | 6 de enero |
| Scorpions Vermelho    | 3 - 0 | Beira-Mar        | 6 de enero |

| Beira-Mar        | 3 - 1 | Desp. Calheta         | 9 de enero  |
| Grémio Nhagar    | 2 - 1 | Desp. Assomada        | 9 de enero  |
| Desp. Santa Cruz | 1 - 1 | Real Junior           | 9 de enero  |
| AJAC Calheta     | 4 - 3 | São Lourenço          | 9 de enero  |
| Varandinha       | 0 - 0 | Estrelas dos Amadores | 9 de enero  |
| Flor Jovem       | 3 - 2 | União Picos           | 9 de enero  |
| Benfica          | 1 - 1 | Scorpions Vermelho    | 10 de enero |

| Benfica               | 2 - 0 | Beira-Mar        | 13 de enero |
| Desp. Assomada        | 0 - 3 | Desp. Calheta    | 16 de enero |
| Scorpions Vermelho    | 2 - 0 | Desp. Santa Cruz | 16 de enero |
| São Lourenço          | 3 - 0 | Grémio Nhagar    | 16 de enero |
| União Picos           | 2 - 1 | AJAC Calheta     | 16 de enero |
| Estrelas dos Amadores | 1 - 1 | Flor Jovem       | 16 de enero |
| Real Junior           | 1 - 4 | Varandinha       | 27 de enero |

| Varandinha       | 0 - 1 | Scorpions Vermelho    | 19 de enero |
| Desp. Calheta    | 2 - 0 | São Lourenço          | 19 de enero |
| Grémio Nhagar    | 2 - 1 | União Picos           | 19 de enero |
| Beira-Mar        | 1 - 0 | Desp. Assomada        | 19 de enero |
| Flor Jovem       | 1 - 2 | Real Junior           | 19 de enero |
| Desp. Santa Cruz | 2 - 2 | Benfica               | 19 de enero |
| AJAC Calheta     | 2 - 1 | Estrelas dos Amadores | 20 de enero |

| Desp. Santa Cruz      | 3 - 2 | Beira-Mar      | 23 de enero |
| Real Junior           | 1 - 2 | AJAC Calheta   | 24 de enero |
| Benfica               | 1 - 2 | Varandinha     | 24 de enero |
| Estrelas dos Amadores | 2 - 2 | Grémio Nhagar  | 24 de enero |
| Scorpions Vermelho    | 2 - 0 | Flor Jovem     | 24 de enero |
| São Lourenço          | 3 - 0 | Desp. Assomada | 24 de enero |
| União Picos           | 1 - 1 | Desp. Calheta  | 24 de enero |

| Beira-Mar      | 3 - 0 | São Lourenço          | 30 de enero |
| Flor Jovem     | 0 - 3 | Benfica               | 30 de enero |
| Desp. Calheta  | 1 - 1 | Estrelas dos Amadores | 31 de enero |
| Grémio Nhagar  | 2 - 1 | Real Junior           | 31 de enero |
| Varandinha     | 0 - 1 | Desp. Santa Cruz      | 31 de enero |
| Desp. Assomada | 1 - 1 | União Picos           | 31 de enero |
| AJAC Calheta   | 1 - 2 | Scorpions Vermelho    | 31 de enero |

| Varandinha            | 2 - 1 | Beira-Mar      | 6 de febrero |
| União Picos           | 2 - 1 | São Lourenço   | 6 de febrero |
| Desp. Santa Cruz      | 3 - 3 | Flor Jovem     | 6 de febrero |
| Real Junior           | 1 - 3 | Desp. Calheta  | 6 de febrero |
| Scorpions Vermelho    | 3 - 1 | Grémio Nhagar  | 6 de febrero |
| Estrelas dos Amadores | 2 - 0 | Desp. Assomada | 7 de febrero |
| Benfica               | 0 - 2 | AJAC Calheta   | 7 de febrero |

| Flor Jovem     | 0 - 1 | Varandinha            | 13 de febrero |
| Beira-Mar      | 0 - 0 | União Picos           | 13 de febrero |
| São Lourenço   | 2 - 2 | Estrelas dos Amadores | 13 de febrero |
| Desp. Assomada | 1 - 2 | Real Junior           | 13 de febrero |
| Desp. Calheta  | 1 - 1 | Scorpions Vermelho    | 13 de febrero |
| AJAC Calheta   | 1 - 1 | Desp. Santa Cruz      | 14 de febrero |
| Grémio Nhagar  | 3 - 1 | Benfica               | 14 de febrero |

| Varandinha            | 1 - 0 | AJAC Calheta   | 20 de febrero |
| Estrelas dos Amadores | 1 - 0 | União Picos    | 20 de febrero |
| Desp. Santa Cruz      | 2 - 1 | Grémio Nhagar  | 20 de febrero |
| Benfica               | 3 - 2 | Desp. Calheta  | 20 de febrero |
| Flor Jovem            | 2 - 0 | Beira-Mar      | 21 de febrero |
| Real Junior           | 3 - 3 | São Lourenço   | 21 de febrero |
| Scorpions Vermelho    | 1 - 0 | Desp. Assomada | 21 de febrero |

| União Picos    | 2 - 0 | Real Junior           | 27 de febrero |
| Desp. Calheta  | 2 - 2 | Desp. Santa Cruz      | 27 de febrero |
| São Lourenço   | 2 - 2 | Scorpions Vermelho    | 27 de febrero |
| Beira-Mar      | 2 - 2 | Estrelas dos Amadores | 27 de febrero |
| AJAC Calheta   | 1 - 2 | Flor Jovem            | 27 de febrero |
| Desp. Assomada | 1 - 0 | Benfica               | 27 de febrero |
| Grémio Nhagar  | 0 - 2 | Varandinha            | 28 de febrero |

| AJAC Calheta          | 0 - 5 | Beira-Mar          | 5 de marzo |
| São Lourenço          | 1 - 0 | Benfica            | 5 de marzo |
| Desp. Assomada        | 1 - 2 | Desp. Santa Cruz   | 5 de marzo |
| Grémio Nhagar         | 3 - 0 | Flor Jovem         | 6 de marzo |
| Estrelas dos Amadores | 2 - 1 | Real Junior        | 6 de marzo |
| Desp. Calheta         | 1 - 1 | Varandinha         | 6 de marzo |
| União Picos           | 0 - 1 | Scorpions Vermelho | 6 de marzo |

### Evolución de las posiciones
| Equipo / Jornada      | 01 | 02 | 03 | 04 | 05 | 06 | 07 | 08 | 09 | 10 | 11 | 12 | 13 | 14 | 15 | 16 | 17 | 18 | 19 | 20 | 21 | 22 | 23 | 24 | 25 | 26 |
| --------------------- | -- | -- | -- | -- | -- | -- | -- | -- | -- | -- | -- | -- | -- | -- | -- | -- | -- | -- | -- | -- | -- | -- | -- | -- | -- | -- |
| AJAC da Calheta       | 4  | 4  | 7  | 4  | 4  | 5  | 3  | 3  | 3  | 3  | 3  | 3  | 4  | 5  | -  | -  | -  | -  | -  | -  | -  | -  | -  | -  | -  | -  |
| Beira-Mar             | 5  | 3  | 6  | 10 | 8  | 10 | 8  | 9  | 7  | 8  | 8  | 10 | 10 | 9  | -  | -  | -  | -  | -  | -  | -  | -  | -  | -  | -  | -  |
| Benfica Santa Cruz    | 2  | 1  | 3  | 5  | 6  | 4  | 4  | 5  | 5  | 6  | 7  | 6  | 7  | 9  | -  | -  | -  | -  | -  | -  | -  | -  | -  | -  | -  | -  |
| Desportivo Assomada   | 7  | 11 | 12 | 13 | 13 | 14 | 14 | 14 | 14 | 14 | 14 | 14 | 14 | 14 | -  | -  | -  | -  | -  | -  | -  | -  | -  | -  | -  | -  |
| Desportivo Calheta    | 11 | 9  | 8  | 9  | 10 | 8  | 7  | 8  | 8  | 7  | 6  | 7  | 8  | 8  | -  | -  | -  | -  | -  | -  | -  | -  | -  | -  | -  | -  |
| Desportivo Santa Cruz | 8  | 6  | 9  | 6  | 7  | 7  | 9  | 7  | 6  | 4  | 5  | 4  | 3  | 3  | -  | -  | -  | -  | -  | -  | -  | -  | -  | -  | -  | -  |
| Estrelas Amadores     | 6  | 8  | 5  | 8  | 9  | 9  | 10 | 10 | 10 | 10 | 9  | 8  | 9  | 6  | -  | -  | -  | -  | -  | -  | -  | -  | -  | -  | -  | -  |
| Flor Jovem            | 3  | 5  | 4  | 3  | 3  | 3  | 5  | 6  | 9  | 9  | 10 | 9  | 5  | 7  | -  | -  | -  | -  | -  | -  | -  | -  | -  | -  | -  | -  |
| Grémio Nhagar         | 12 | 12 | 10 | 7  | 5  | 6  | 6  | 4  | 4  | 5  | 4  | 5  | 6  | 4  | -  | -  | -  | -  | -  | -  | -  | -  | -  | -  | -  | -  |
| Real Júnior           | 9  | 10 | 13 | 12 | 11 | 12 | 11 | 12 | 12 | 13 | 12 | 12 | 12 | 13 | -  | -  | -  | -  | -  | -  | -  | -  | -  | -  | -  | -  |
| Scorpions Vermelho    | 1  | 2  | 2  | 2  | 2  | 1  | 1  | 1  | 1  | 1  | 1  | 1  | 1  | 1  | -  | -  | -  | -  | -  | -  | -  | -  | -  | -  | -  | -  |
| São Lourenço          | 13 | 13 | 14 | 14 | 14 | 13 | 13 | 13 | 13 | 12 | 13 | 13 | 13 | 12 | -  | -  | -  | -  | -  | -  | -  | -  | -  | -  | -  | -  |
| União Picos           | 14 | 14 | 11 | 11 | 12 | 11 | 12 | 11 | 11 | 11 | 11 | 11 | 11 | 11 | -  | -  | -  | -  | -  | -  | -  | -  | -  | -  | -  | -  |
| Varandinha            | 10 | 7  | 1  | 1  | 1  | 2  | 2  | 2  | 2  | 2  | 2  | 2  | 2  | 2  | -  | -  | -  | -  | -  | -  | -  | -  | -  | -  | -  | 1  |

## Estadísticas
- Mayor goleada:

Scorpions Vermelho 5 - 0 União Picos (13 de diciembre)
AJAC de Calheta 5 - 0 Beira-Mar (5 de marzo)
- Partido con más goles: AJAC de Calheta 4 - 3 São Lourenço (10 de enero)
- Mejor racha ganadora: Scorpions Vermelho; 5 jornadas (jornada 6 a 10)
- Mejor racha invicta: Scorpions Vermelho; 14 jornadas (jornada 1 a 14)
- Mejor racha marcando: Scorpions Vermelho; 11 jornadas (jornada 3 a 13)
- Mejores racha imbatida: Scorpions Vermelho; 4 jornada (jornada 1 a 4)